# Mondello
Mondello est un hameau (ou frazione) et une station balnéaire de la ville de Palerme, dans la région autonome de Sicile, au sud de l'Italie. Il est situé autour d'une baie entre deux sommets, le Mont Gallo et le Mont Pellegrino.
À l'origine une zone peu urbanisée, composée uniquement d'un petit village de pêcheurs fondé au Moyen Âge sur la rive nord de la baie, la zone s'est développée à la fin du XIXe siècle, devenant une destination prisée de l'aristocratie et de la haute bourgeoisie palermitaines. Depuis la Seconde Guerre mondiale, Mondello a pris un caractère plus populaire, devenant la plage de référence pour tous les citoyens de Palerme.
Les nombreuses villas de style Liberty situées sur la promenade du bord de mer sont un des joyaux de Art nouveau en Italie.

## Géographie

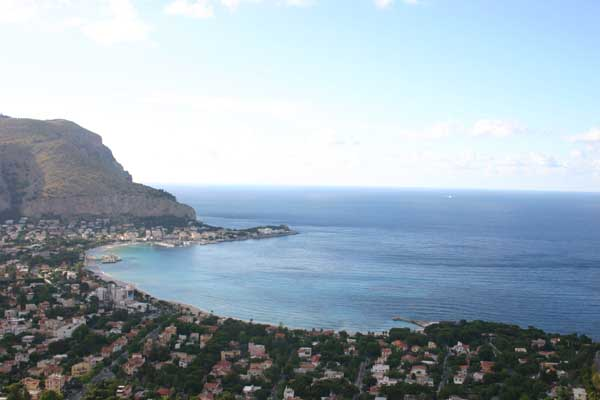
Baie de Mondello

### Localisation
Le hameau de Mondello s'étend autour d'une baie sur la côte nord de Palerme. Cette baie est séparée du golfe de Palerme par le Mont Pellegrino au sud-est et bordée au nord-ouest par le Mont Gallo. Il surplombe la mer Tyrrhénienne méridionale.
La plage de sable de la baie, longue d'environ 1,5 km, est d'origine biologique: elle est formée par la fragmentation microscopique des coquilles de mollusques vivant dans la forêt de Posidonia oceanica, au centre du golfe. Ce type de littoral, généralement associé aux côtes tropicales, est atypique pour un littoral méditerranéen.
Aux extrémités de la baie, la côte devient rocheuse en raison des falaises des deux promontoires.

## Histoire
Jusqu'au début du XVIIIe siècle, Mondello est un marais insalubre fermé par deux caps : le Mont Pellegrino décrit par Johann Wolfgang von Goethe comme « le plus beau promontoire au monde » et le Mont Gallo. L'ancien village de pêcheurs situé au pied de ce dernier comportait une tonnara (ou almadraba) qui n'est plus active.
À partir de 1891, le prince Francesco Lanza di Scalea entreprend le drainage du secteur et avec l'aide d'un citoyen belge travaillant dans une compagnie immobilière, construit un complexe immobilier sur la zone réhabilitée.
En 1909, la société Les Tramways de Palerme est fondée à Bruxelles. En 1911, elle achète à l'État pour 578.300 lires, l'ancienne zone marécageuse de Mondello et Valdesi pour y construire, à ses frais, plusieurs lignes de tramway à traction électrique reliant la ville au faubourg, un grand hôtel, un kursaal, un établissement de bains de premier ordre, une église, un jardin public, 300 petites villas en trois ans sur des terrains d'au moins 450 mètres carrés chacun, des routes et des trottoirs, le réseau d'égouts, les conduites d'eau, le système d'éclairage, la plantation d'arbres de rue.
Mais la haute société palermitaine privilégie les séjours à l'étranger et la guerre restreint le tourisme international à Palerme, limitant les investissements de la compagnie belge aux premières villas et aux structures essentielles et rentables (ligne de tramway Stazione Centrale-Pallavicino-Mondello et  établissement de bains). Plutôt que de tenter de contraindre Belga (qui fusionne avec la Società Generale Elettrica della Sicilia en 1924) à respecter ses engagements, les dirigeants communaux renoncent voire soutiennent la compagnie, comme le potentat Spadora qui offre de nouvelles dérogations. La deuxième ligne de tramway dessert les quartiers Arenella et Vergine Maria n'a jamais été construite comme le kursaal, l'hôtel ne l'est que dans les années 50 à l'emplacement prévu d'un jardin public, l'église est installée dans une charbonnière.
À partir de 1912, Mondello devient un lieu prisé par la haute bourgeoisie et par l'aristocratie. La noblesse de la ville favorise la construction de villas, l'exploitation de jardins luxuriants et la création de la plage. Le roi Ferdinand de Bourbon définit Mondello comme un « coin de paradis ».
L'éclatement de la Seconde Guerre mondiale empêche une société à capitaux majoritairement allemands, de mener son projet de cités ouvrières pour location.

## Attractions
Mondello est caractérisé par une plage de sable qui lie les deux promontoires que sont les monts Gallo et Pellegrino. Le littoral de sable fin blanc mesure environ 1,5 km de long.
Le paysage comprend la Réserve Naturelle de Capo Gallo et  la réserve du mont Pellegrino. La région est célèbre pour sa plage, bordée par des villas de style Art nouveau et qui est l'une des plus prisées d'Italie.
Certaines villas ont été conçues par l'architecte Ernesto Basile et figurent parmi les meilleurs exemples de l'Art Nouveau en Italie et en Europe.
Mondello possède de nombreux hébergements, clubs nautiques et privés, des restaurants, des boutiques, une marina et un ancien établissement de bains  (Antico Stabilimento Balneare), l'un des monuments de la ville. 
Depuis 2001 la ville accueille le World Festival on the Beach.

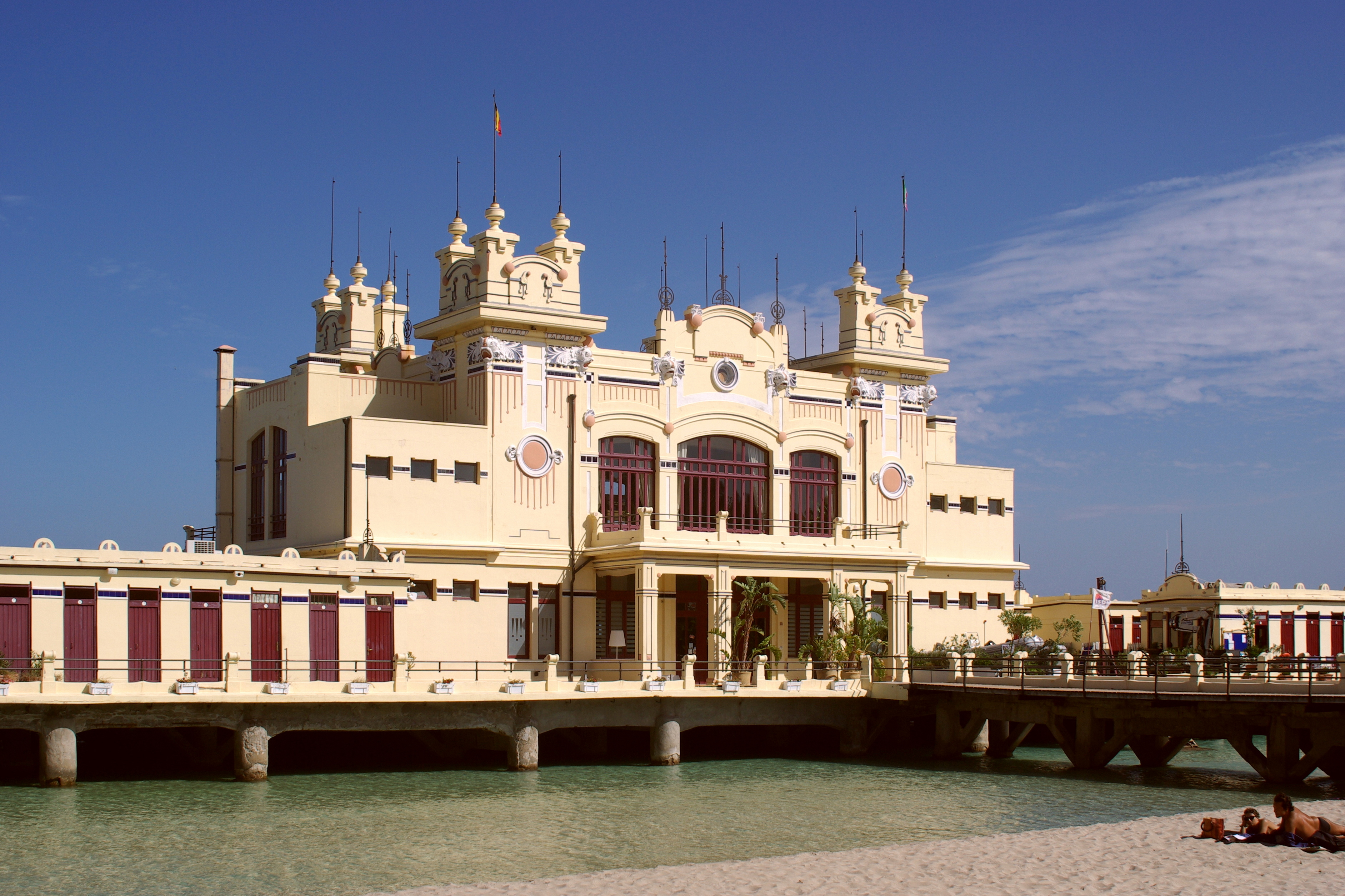
Antico Stabilimento Balneare
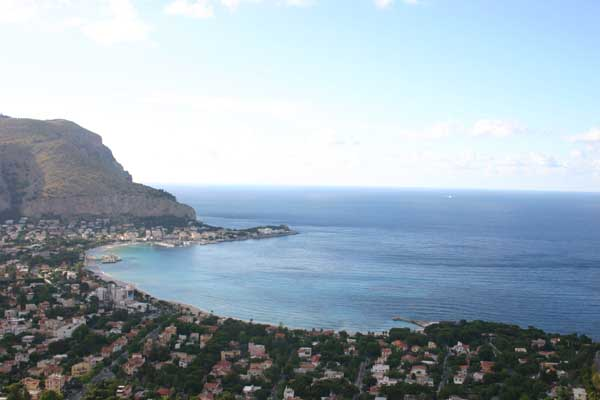
Mondello depuis le mont Pellegrino
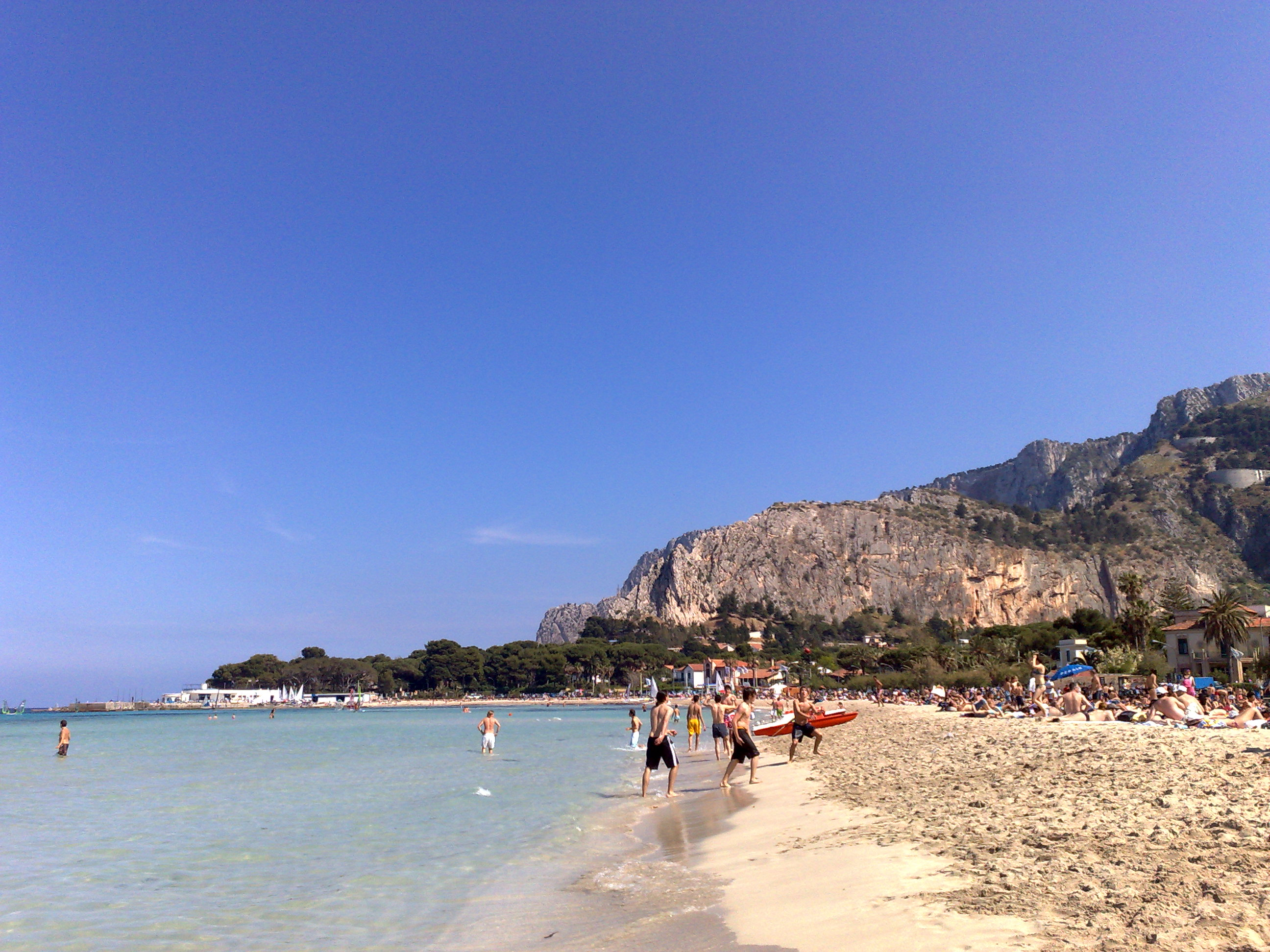
La plage